# 苍山西镇
苍山西镇，原称上街镇，是中华人民共和国云南省大理白族自治州漾濞彝族自治县下辖的一个乡镇级行政单位。

## 行政区划
苍山西镇下辖以下地区：
仁民街社区、上街村、密场村、金星村、淮安村、石钟村、白羊村、白章村、美翕村、河西村、花椒园村、下街村、沙河村、光明村、秀岭村、金牛村和马厂村。

## 名胜古迹
石门关：是苍山世界地质公园、国家级自然保护区、国家级风景名胜区苍洱景区的重要组成部分。国家AAAA级旅游景区。